# Jeffersonia dwulistna

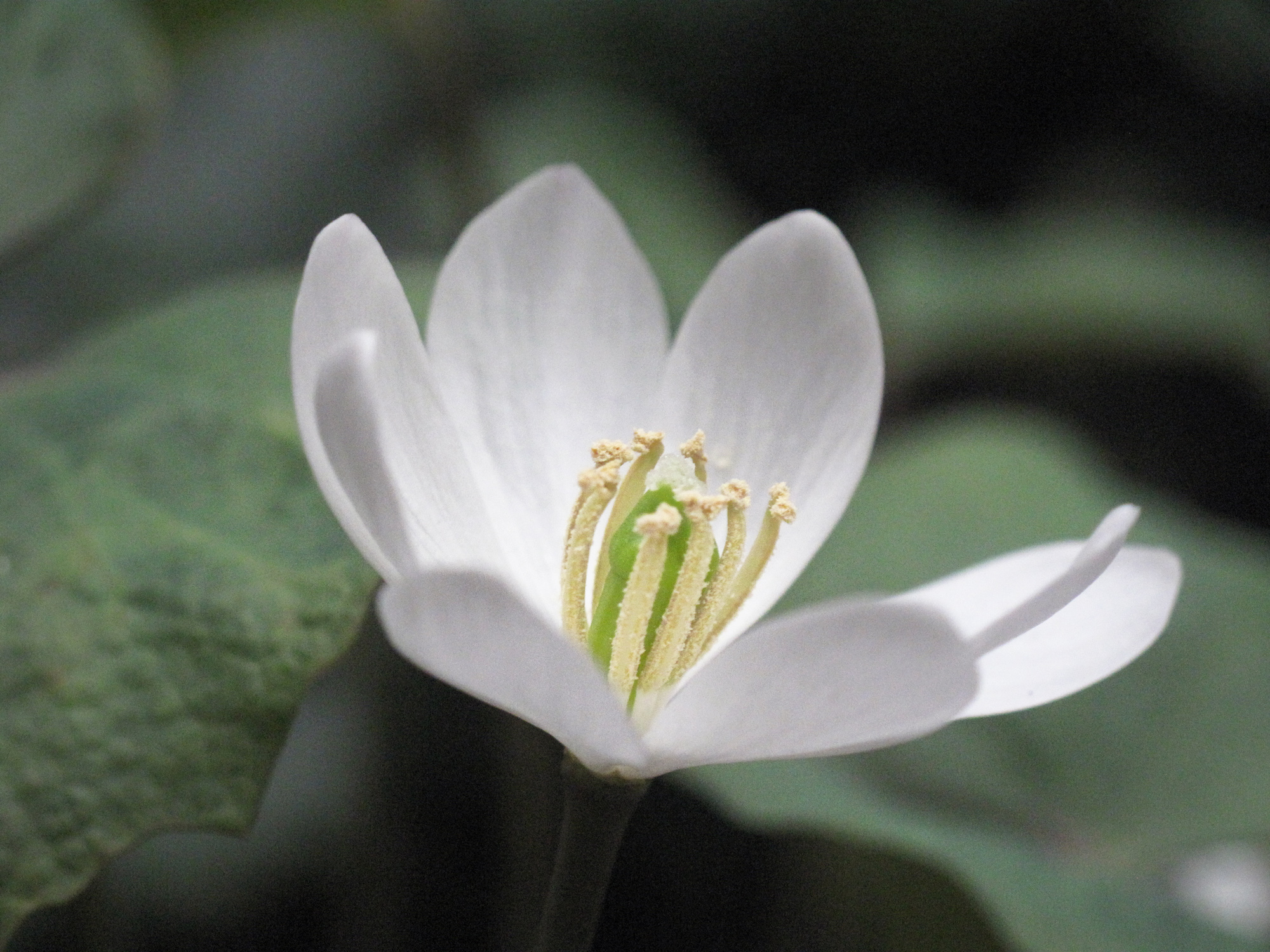
Kwiat

Jeffersonia dwulistna (Jeffersonia diphylla (L.) Pers.) – gatunek z monotypowego rodzaju z rodziny berberysowatych (Berberidaceae). W przeszłości wyróżniano w obrębie rodzaju drugi gatunek jeffersonię wątpliwą J. dubia, przeniesiony on został do odrębnego rodzaju Plagiorhegma. Występuje we wschodniej Ameryce Północnej od Ontario na północy po Georgię i Alabamę na południu. Rośnie zazwyczaj na glebach wapiennych w wilgotnych lasach liściastych oraz wśród skał, na obszarach górskich do 800 m n.p.m.
Nazwa rodzajowa upamiętnia Thomasa Jeffersona – trzeciego prezydenta Stanów Zjednoczonych.
Roślina wykorzystywana jest jako lecznicza i ozdobna.

## Morfologia
PokrójByliny z krótkim kłączem, nagie. Co roku rozwija się kilka liści. Rośliny osiągają od 10 do 40 cm wysokości.
LiścieSkrętoległe, długoogonkowe. Blaszka liściowa nerkowata lub kolista o średnicy od 1,5 do 18 cm, podzielona na dwa listki. Liście są całobrzegie lub płytko zatokowe.
KwiatyZebrane w szczytowy kwiatostan. Poszczególne kwiaty wyrastają na długich szypułach. Kwiaty czterokrotne o średnicy od 1,5 do 3 cm. Listki zewnętrznego okółka szybko odpadające, listki okółka wewnętrznego w liczbie 8, efektowne, białe lub lawendowe. Pręcików 8 z żółtymi pylnikami.
OwoceOwalne torebki otwierające się na szczycie i zawierające po 10–25 czerwonych nasion.

## Systematyka
Pozycja systematyczna według APweb (aktualizowany system APG IV z 2016)
Gatunek i rodzaj należy do podrodziny Berberidoideae, rodziny berberysowatych (Berberidaceae) zaliczanej do jaskrowców (Ranunculales). 
W niektórych ujęciach systematycznych do rodzaju zaliczany jest gatunek wschodnioazjatycki – Jeffersonia dubia, klasyfikowany współcześnie jako Plagiorhegma dubium.

## Zastosowanie
Roślina ozdobnaZalecana do uprawy w cienistych ogrodach skalnych i pod roślinami drzewiastymi.
Roślina leczniczaPopularnie wykorzystywana przez północnoamerykańskich Indian do leczenia obrzęków, oparzeń, owrzodzeń, a także biegunki i kamicy nerkowej.

## Uprawa
Najlepiej rośnie na glebach bogatych w węglan wapnia, na stanowiskach ocienionych. Rozmnażana jest przez wysiew nasion. Rośliny zaczynają kwitnienie w 3 roku.